# ورامشاپوه شاکاریان
ورامشاپوه شاکاریان (ارمنی: Վռամշապուհ Ավետիսի Շաքարյան؛ زاده ۲۵ اکتبر ۱۹۰۶ - درگذشته ۱ دسامبر ۱۹۸۲) نقاش اهل ارمنستان بود که بین سال‌های ۱۹۳۴–۱۹۶۷ میلادی فعالیت می‌کرد.

## زندگی‌نامه
وی در ۲۵ اکتبر ۱۹۰۶ در باکو در به دنیا آمد . وی همچنین برنده جوایزی همچون چهره هنری شایسته ارمنستان شوروی شد. وی در ۱ دسامبر ۱۹۸۲ در سن ۷۶ سالگی در ایروان درگذشت.